# Publi Falcidi
Publi Falcidi (en llatí Publius Falcidius) va ser un tribú de la plebs de Roma l'any 40 aC.
Va ser autor de la famosa llei Falcídia (Lex Falcidia de Legatis), que obligava a que l'hereu havia de rebre almenys la quarta part de l'herència si era necessari descomptant un quart de cada llegat. Encara romania en vigor al segle vi i va ser recollida per Justinià I al Codi Justinià. Dió Cassi confon l'explicació de la llei i diu que els hereus, si no volien acceptar una herència la Llei Falcídia li permetia negar-se a rebre'n només una quarta part.
D'aquesta llei encara existeix una reminiscència (la quarta falcídia) al Codi Civil de Catalunya (articles 427-40 i següents), a la Compilació del Dret Civil de les Illes Balears (articles 38 i següents) i al Codi Civil espanyol, que representa la quarta part de l'actiu hereditari líquid a què com a mínim té dret l'hereu gravat amb llegats, encara que aquests arribessin a superar-ne les tres quartes parts.